# Christophe d'Antioche
Pour les articles homonymes, voir Saint Christophe (homonymie).
Christophe d'Antioche est un Saint de l'Église catholique. Il est martyrisé à Antioche avec d'autres personnes en témoignant de leur foi en Jésus-Christ (IIIe siècle).
Sa fête est célébrée le 9 mai.